# Scott Joplin

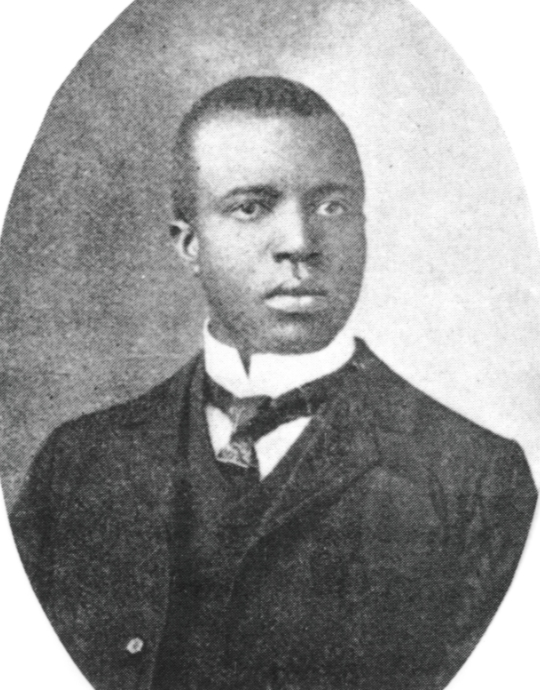
Scott Joplin (ca. 1903)

Scott Joplin (* zwischen Juni 1867 und Januar 1868 bei Linden, Texas; † 1. April 1917 in New York City, New York) war ein US-amerikanischer Komponist und Pianist. Schlüssiger als andere Komponisten des Ragtime hat Joplin, der als „Vollender dieses Stils“ angesehen wird, Elemente der romantischen Klaviertradition mit der afroamerikanischen Folklore „zu kraftvollen Miniaturen verbunden, die in ihrer aphoristischen Dichte an Stücke von Erik Satie heranreichen“ (Martin Kunzler). Neben rund 80 Rags hat Joplin auch Bühnenwerke geschrieben.

## Leben
Scott Joplin, Sohn eines zur Zeit seiner Geburt befreiten Sklaven, spielte als Kind Violine und erhielt ab dem siebten Lebensjahr systematischen Klavierunterricht bei Julius Weiss. Bereits als Fünfzehnjähriger war er als Kneipen-Pianist in Texas und Louisiana unterwegs. Von 1885 bis 1893 lebte Joplin als Musiker in St. Louis, wo er in den Honky-Tonks und Saloons aufspielte. 1893 trat er auf der Weltausstellung in Chicago auf. Bis 1904 lebte er in Sedalia (Missouri), wo auch der Maple Leaf  Rag entstand, danach wieder in St. Louis.
Spätestens ab 1895 entstanden die meisten seiner Kompositionen, die er für den Eigenbedarf sowie auch für seine Vokalgruppe The Texas Medley Quartet verfasste, die in Vaudeville-Shows auftrat. Er wurde einer der ersten erfolgreichen Rag-Komponisten. Ihm wurde die Anerkennung seiner Zeitgenossen zuteil, und er hatte einen sich immerhin teilweise auszahlenden Verkaufserfolg von Notenblättern seiner Stücke. Einige seiner komplexen Werke wie ein Musical, seine erste Oper (A Guest of Honor) und eine Symphonie, wurden nie veröffentlicht und sind verschollen. Seine zweite Oper Treemonisha (1910 fertiggestellt) wurde 1970 wiedergefunden und am 27. Januar 1972 erstmals vollständig aufgeführt. 
1903 starb das einzige Kind (eine Tochter) von Joplin und seiner ersten Frau Belle Jones. Im gleichen Jahr zerbrach ihre Ehe. 
Seine zweite Frau Freddie starb am 10. September 1904, zehn Wochen nach der Hochzeit, nur 20-jährig an den Folgen einer Erkältung. 
Joplin zog 1907 nach New York und heiratete 1909 dort Lottie Stokes. Im Dezember 1913 gründete er einen Musikverlag und veröffentlichte dort 1914 den Magnetic Rag. Er litt zunehmend unter den späten Symptomen seiner Syphilis-Erkrankung. Am 2. Februar 1917 kam er in das Manhattan State Hospital, ein psychiatrisches Krankenhaus. Dort starb er am 1. April 1917 an Demenz infolge Syphilis. Er wurde in einem Armengrab bestattet.

## Bedeutung
Von Joplins zahlreichen Rags sind The Entertainer und der Maple Leaf Rag die bekanntesten Stücke. Von seinen Bühnenwerken ist nur die Oper Treemonisha (1911; neu instrumentiert durch Gunther Schuller) erhalten. Die zu Ehren Theodore Roosevelts komponierte Oper A Guest of Honor ist ebenso verloren wie sein Ballett The Ragtime Dance.
Gemeinsam mit James Scott und Joseph Lamb gehört Joplin zu den „Big Three“ des klassischen auskomponierten Ragtime. Seine Kompositionen sind durchgehend pianistisch anspruchsvoll, daher gibt es zahlreiche vereinfachte Ausgaben. Joplin bestand stets darauf, dass seine Stücke „nicht schnell“ zu spielen seien; häufig wird „Slow March Time“ gefordert: „It’s never right to play Ragtime fast“. Damit widersprach er der rasanten Spielpraxis einiger seiner Zeitgenossen, die anhand von einfacher strukturierten Rags eher Schnelligkeit als Musikalität zur Geltung brachten.
Seine im Jahr 1899 herausgebrachte gedruckte Ausgabe des Maple Leaf Rag kann als Meilenstein „populärer Musik“ angesehen werden – das erste Musikstück, das über eine Million Mal verkauft wurde. Hiermit löste Joplins Rag in einer „Ewigen Liste populärer Musik“ die in mehreren hunderttausenden verkauften Kopien des Klavierstücks Gebet einer Jungfrau von Tekla Bądarzewska von 1856 nach fast 50 Jahren dann ab.
Es existiert eine von Joplin selbst eingespielte Aufnahme von Pleasant Moments für die Metro-Art-Serie der Aeolian Company auf Klavierrolle. Sie vermittelt einen Eindruck der Spielgewohnheiten seiner Zeit. Die weiteren Klavierrollen sind von Editoren gezeichnete Rollen, häufig mit einer von Hand nicht spielbaren Anzahl von Anschlägen pro Takt.
Nach dem Tode Joplins verdrängte der Jazz den Ragtime für einige Jahrzehnte aus dem Bewusstsein der breiten Öffentlichkeit. Knapp 60 Jahre nach seinem Tod genossen Joplin und sein Werk wieder weite Anerkennung. Insbesondere durch den siebenfach mit dem Oscar ausgezeichneten Spielfilm Der Clou (1973) mit Robert Redford, für dessen Filmmusik aus dem Werk Scott Joplins geschöpft wurde, gewann der Ragtime wieder an Beliebtheit. Während die Interpretation seiner Rags durch John Arpin als besonders authentisch angesehen wird, ermöglichte die Einspielung von 1974 durch den Pianisten Joshua Rifkin einen neuen Blick auf diese Musik.
An Scott Joplins ehemaligem Wohnsitz in St. Louis wurde 1984 die Scott Joplin House State Historic Site eingerichtet.
Sein ehrgeizigstes Werk, die Oper Treemonisha über die Lebensumstände der Afroamerikaner der Wiederaufbauepoche, wurde 1913 in Bayonne (New Jersey) uraufgeführt sowie 1972 in Atlanta, sodann nahezu vergessen. Die deutsche Erstaufführung fand im August 1984 am Stadttheater Gießen statt. Eine weitere Aufführung auf einer deutschen Bühne brachte am 25. April 2015 das Staatsschauspiel Dresden in der Regie und Choreographie von Massimo Gerardi heraus.

## Werke (Auswahl)
Ragtime Betty
Violinist: João Pedro Cunha Speichern | Informationen
- 1896: The Great Crush Collision March, Combination March, Harmony Club Waltz
- 1899: Original Rags, Maple Leaf Rag
- 1900: Swipesy Cakewalk (mit Arthur Owen Marshall)
- 1901: Peacherine Rag, Sunflower Slow Drag, The Easy Winners, Augustan Club Waltzes
- 1902: A Breeze From Alabama, Cleopha, Elite Syncopations, March Majestic, The Entertainer, The Ragtime Dance, The Strenuous Life, I Am Thinking Of My Pickaninny Days
- 1903: Palm Leaf Rag, Something Doing, Weeping Willow, Little Black Baby, A Guest of Honor (Oper)[7]
- 1904: The Cascades, The Chrysanthemum, The Favorite, The Sycamore
- 1905: Bethena, Eugenia, Leola, Sarah Dear, The Rosebud March, Bink’s Waltz
- 1906: Antoinette, Eugenia, The Ragtime Dance, Good-bye Old Gal Good-bye (arrangiert)
- 1907: Gladiolus Rag, Rose Leaf Rag, When Your Hair Is Like The Snow, Heliotrope Bouquet (mit Louis Chauvin), Lily Queen (mit Arthur Owen Marshall), The Nonpareil, Searchlight Rag, Snoring Sampson (arrangiert)
- 1908: Fig Leaf Rag, Hooker’s Hooker, Pine Apple Rag, School Of Ragtime, Sugar Cane, Sensation (arrangiert)
- 1909: Country Club, Euphonic Sounds, Paragon Rag, Pleasant Moments, Solace, Wall Street Rag
- 1910: Stoptime Rag
- 1910: Treemonisha, Oper
- 1911: Felicity Rag, Lovin' Babe
- 1912: Scott Joplin’s New Rag
- 1913: Kismet Rag
- 1914: Magnetic Rag
- 1916: Ole Miss Rag
- 1917: Reflection Rag
- 1917: Silver Swan Rag (posthum)